# Notiobiella moralis
Notiobiella moralis is een insect uit de familie van de bruine gaasvliegen (Hemerobiidae), die tot de orde netvleugeligen (Neuroptera) behoort. 
Notiobiella moralis is voor het eerst wetenschappelijk beschreven door Yang.